# Jerome Hanus
Jerome Hanus OSB (* 26. Mai 1940 in Brainard, Nebraska, bürgerlich George Hanus) ist Alterzbischof von Dubuque.

## Leben
George Hanus graduierte am St. John Vianney Seminary in Elkhorn 1958, trat mit dem Eintritt in die Abtei Conception in Missouri der Ordensgemeinschaft der Benediktiner bei, legte die Profess am 1. September 1961 ab, nahm den Ordensnamen Jerome an und der Erzbischof von Omaha, Gerald Thomas Bergan, weihte ihn am 30. Juli 1966 zum Priester. 1963 machte er seine Bachelor of Arts am Conception Seminary College und erhielt 1967 nach weiteren Studien am Päpstlichen Athenaeum Sant’Anselmo das Lizenziat in Theologie. Er lehrte Scholastik von 1967 bis 1969 am Conception Seminary College. An der Princeton University erwarb er 1972 seinen Master of Arts in Moraltheologie. Danach war er Religionsprofessor am Conception Seminary von 1973 bis 1976 und von 1974 bis 1976 Adjunct Professor für Moraltheologie an der Päpstlichen Universität Sant’Anselmo in Rom. Am 5. Januar 1977 wurde er vom Konvent zum 6. Abt von Conception gewählt und einen Tag später benediziert.
Johannes Paul II. ernannte ihn am 6. Juli 1987 zum Bischof von Saint Cloud. Die Bischofsweihe spendete ihm der Erzbischof von Saint Paul and Minneapolis, John Robert Roach, am 24. August desselben Jahres; Mitkonsekratoren waren John Joseph Sullivan, Bischof von Kansas City-Saint Joseph, und George Henry Speltz, Altbischof von Saint Cloud. 
Am 23. August 1994 wurde er zum Koadjutorerzbischof von Dubuque ernannt und am 27. Oktober desselben Jahres in das Amt eingeführt. Nach der Emeritierung Daniel William Kuceras OSB folgte er ihm am 16. Oktober 1995 als Erzbischof von Dubuque nach. Von seinem Amt trat er am 8. April 2013 zurück.